# Glaresis hispanus
Glaresis hispanus is een keversoort uit de familie Glaresidae. De wetenschappelijke naam van de soort is voor het eerst geldig gepubliceerd in 1959 door Baguena.